# 两头蛇 (象棋)
两头蛇，象棋的术语，指的是㐷二进三（马2进3）及㐷八进七（马8进7）的一方把三路兵（3路卒）和七路兵（7路卒）挺起的阵式，因为其形状似两头蛇，故得此名。
图中的红方即为两头蛇布局。